# 山名致豊
山名 致豊（やまな むねとよ/おきとよ、応仁2年（1468年） - 天文5年7月3日（1536年7月20日））は、戦国時代の大名。但馬・備後守護。山名政豊の子。兄弟に常豊、俊豊、誠豊。子に安豊、祐豊、豊定。

## 生涯
当初嫡男となっていた兄の俊豊（としとよ）が廃嫡された後に、父・政豊より後継者に指名されてその跡を継ぐ。
しかし永正9年（1512年）に守護代垣屋氏をはじめ、「山名四天王」と呼ばれる太田垣氏・八木氏・田公氏・田結庄氏ら有力国人衆に離反を起こされ、弟の誠豊に山名氏の家督を譲った。

## 偏諱を与えた人物
- 三吉致高（三吉氏）